# Iresine aggregata
Iresine aggregata är en amarantväxtart som först beskrevs av Carl Ludwig von Willdenow, och fick sitt nu gällande namn av Horace Bénédict Alfred Moquin-Tandon. Iresine aggregata ingår i släktet Iresine och familjen amarantväxter. Inga underarter finns listade i Catalogue of Life.